# خودیگ
خودیگ (به لاتین: Khudig) یک منطقهٔ مسکونی در روسیه است که در شهرستان آگولسکی واقع شده‌است.